# این طور شد که با قاتل تبربه‌دست ازدواج کردم
این طور شد که با قاتل تبربه‌دست ازدواج کردم (به انگلیسی: So I Married an Axe Murderer) فیلمی ۹۳ دقیقه‌ای به کارگردانی توماس شلامه با بازی مایک مایرز است.

## بازیگران
- مایک مایرز
- نانسی تراویس
- آنتونی لاپالیا
- آماندا پلامر
- آلن آرکین
- مایکل ریچاردز
- برندا فریکر
- Matt Doherty
- چارلز گرودین
- فیل هارتمن
- دبی مازار
- استیون رایت
- Jessie Nelson